# Князь-Бор
Князь-Бор (бел. Князь-Бор) — деревня в Люденевичском сельсовете Житковичского района Гомельской области Беларуси.
Кругом лес.

## География

### Расположение
В 26 км на запад от Житковичей, 12 км от железнодорожной станции Дедовка (на линии Лунинец — Калинковичи), 260 км от Гомеля.

## Транспортная сеть
Транспортные связи по просёлочной, затем автомобильной дороге Лунинец — Калинковичи. Планировка состоит из короткой дугообразной улицы, ориентированной с юго-востока на северо-запад. Застройка неплотная, деревянная, усадебного типа.

## История
Основана в начале XX века переселенцами из соседних деревень. В 1931 году жители вступили в колхоз. Во время Великой Отечественной войны 11 жителей погибли на фронтах. Согласно переписи 1959 года в составе колхоза «XX партсъезд» (центр — деревня Гряда).
До 31 октября 2006 года в составе Брониславского сельсовета.

## Население

### Численность
- 2004 год — 5 хозяйств, 15 жителей.

### Динамика
- 1959 год — 126 жителей (согласно переписи).
- 2004 год — 5 хозяйств, 15 жителей.